# Felix Theissen
Felix Theissen (* 1964 in Berlin) ist ein deutscher Schauspieler und Schauspiellehrer. Bekannt wurde er mit dem Monodrama  Caveman. In der Inszenierung von Esther Schweins ist er ab 2003 bundesweit auf Tournee. Seit 2004 ist Felix Theissen Lehrbeauftragter an der Hochschule für Musik Hanns Eisler Berlin für Schauspiel im Studiengang Regie.

## Leben
Felix Theissen wuchs zunächst in Berlin-Moabit auf. Nach dem Umzug der Eltern besuchte er die Grund- und Oberschule Dreilinden in Nikolassee.
1983 begann Felix Theissen Architektur an der TU Berlin zu studieren, wechselte aber im Alter von 25 Jahren an das Konservatorium der Stadt Wien. Mit Abschluss Diplom spielte er 1992 während der Salzburger Festspiele an der Szene in Edith Clevers Inszenierung Stella. Ab Herbst 1992 erhielt Theissen Engagements an den städtischen Bühnen in Osnabrück, Stralsund, dem Theater Vorpommern und am Zimmertheater Tübingen. Dort arbeitete er zusammen mit den Regisseuren Alexei Schipenko und Walter Schmidinger.
Ein Workshop bei der deutsch-amerikanischen Schauspielerin Uta Hagen führte ihn vom städtischen Theaterbetrieb weg, und Theissen engagierte sich ab 1995 in der freien Szene. Er war Mitglied der Berliner Gründungsformation des von Keith Johnstone entwickelten Improvisationstheater-Formats Theatersport und trat bis 1997 mit der Gruppe Harlekin vor allem im BKA Zelt am Potsdamer Platz und im Chamäleon Varieté in den Hackeschen Höfen auf.
Bereits 1996 hatte Felix Theissen das Gorilla-Theater mit aufgebaut und entwickelte mit Schauspielkollegen das Stegreifspiel unter dem Motto: „Warum Improvisieren eine Lebensphilosophie und Originalität nicht alles ist.“
Zugleich ergänzte Theissen 1996 seine Ausbildung durch Seminare bei den Regie- und Schauspiellehrern Jurij Alschitz und Vassili Skorik in der GITIS Meisterklasse für Schauspiel Berlin/Moskau und besuchte Workshops in Sankt Petersburg, Moskau sowie im sizilianischen Gibellina.
Mit Talkshow!, nach einem Roman von Charles Lewinsky in der Regie von Georg Scharegg, folgte 2001 Theissens erster Solo-Abend. Darin verkörperte er sowohl einen Fernsehmoderator, der um seine Quote bangt wie auch den skrupellosen Programmchef: „Eine Solo-Performance, die die Mechanismen des Business mit viel Witz und Ironie nachzeichnet. Was zählt sind Blut, Schweiß und Tränen.“
2003 gestaltete er zusammen mit Eckehard Hoffmann, Georg Scharegg und anderen die Gründungsphase von Theaterdiscounter; zeitgleich begannen Theissens Solo-Auftritte mit Caveman.
„Die Phänomene des Elternwerdens“ interpretierte Felix Theissen ab 2008 in dem von Mark Britton geschriebenen Stück „Feierabend für Eltern“ zusammen mit seiner Kollegin Ramona Krönke und ab 2010 in dem Soloprogramm Hi Dad! in der Regie von Esther Schweins.
Neben den Auftritten mit Caveman und Hi Dad!, seiner Lehrtätigkeit an der HfM Hanns Eisler, arbeitete Felix Theissen zusätzlich in Formaten des Neuen Musiktheaters als Schauspieler: z. B. 2013 in Neue Szenen für das Opera Lab Berlin an der Deutschen Oper Berlin oder 2015 in Mauricio Kagels Sur Scene an der Staatsoper Berlin.
Ab 2018 folgten Auftritte an der Berliner Vaganten Bühne wie z. B. in der Bühnenadaption zu Daniel Kehlmanns Ruhm in der Regie von Hajo Förster. In Filetstücke standen aufgrund des Lockdowns zu Beginn der COVID-19-Pandemie Anfang 2021 zeitgleich in zwei Theatern Schauspieler auf den Bühnen, die live einander zugeschaltet waren und interagierten. Falk Schreiber vom Hamburger Abendblatt schrieb im April 2021: „Als spannendes Experiment im Bereich des Corona-Theaters ist „Filetstücke“ auf jeden Fall einen Blick wert. In diesem Fall besser zwei.“
Gemeinsam mit Samira Julia Calder und Thomas Georgi war Theissen für die Stückentwicklung von All In oder Sie lügen, einer Komödie der jungen Dramatikerin Fabienne Dür über „Alltagslügen, Selbstdarstellung und Authentizität“ verantwortlich. In der anhaltenden Pandemie entwickelte das Theater im Weiteren eine Online-Version, und die Premiere von All In oder Sie lügen II wurde als Live-Streaming übertragen.
Ende 2022 trat Theissen in Gelbes Gold auf. Georg Kasch schrieb in der Berliner Morgenpost am 15. Dezember 2022: „Bettina Rehm inszeniert Fabienne Dürs Stück […] als sehenswerten Abgehängten-Blues. […] Wie man trotzdem seinen Weg finden kann, ohne sich zu verbiegen, davon erzählt dieser Abend auf sehr sympathisch, direkte Art.“ Und Barbara Behrendt meldete am selben Tag in Kultur Frühkritik des RBB: „Ein Sozialdrama mit einem verspielten und melancholischen Humor und einem ziemlich bizarren Personal.“ Im Monodrama All das Schöne, 2024 an der Vaganten Bühne, trafen Theissen und Regisseurin Fabienne Dür „mit staunenswerter Präzision“ den „sowohl lakonischen, todtraurigen, lebenstrotzigen und immer wieder lustigen Tonfall“ des Stückes von Duncan Macmillan. Weiter formulierte Patrick Wildermann im Tagesspiegel: „Was ihnen bei der begeistert aufgenommenen Premiere genauso glückt: das Publikum so einzubeziehen, wie der Text es vorgibt, ohne dass eine Atmosphäre von Mitmachpanik aufkäme. Auch das ist Dürs und Theissens feinem Gespür für den passenden Grad an Zugewandtheit im jeweiligen Moment zu verdanken.“
In Fernsehserien spielte Felix Theissen u. a. in Doppelter Einsatz, Der letzte Zeuge und Alarm für Cobra 11 – Die Autobahnpolizei. Im Kinofilm für das Rumänische Road-Movie Drum Bun – Gute Reise (2006) entwickelte er zusammen mit dem Schweizer Regisseur Robert Ralston jr. das Drehbuch und spielte eine der tragenden Rollen.
Felix Theissen lebt in Berlin und arbeitet im gesamten deutschsprachigen Raum.

## Theater (Auswahl)
- 2024–2003 Caveman, Monodrama – Gastspiele, bundesweit
- 2024 All das Schöne, Monodrama, Vaganten Bühne, Berlin
- 2022 Gelbes Gold, Vaganten Bühne
- 2021 Warum gerecht sein, nach Platons Gorgias – Theaterforum Berlin
- 2021 All In oder sie lügen II, Dür, Calder, Georgi, Theissen – Vagantenbühne, Online
- 2021 All In oder Sie lügen, Dür, Calder, Georgi, Theissen – Vaganten Bühne
- 2020 Filetstücke, Michael Müller – Vaganten Bühne
- 2019 Menschen im Hotel, Vicky Baum – Vaganten Bühne
- 2018 Ruhm, Daniel Kehlmann – Vaganten Bühne
- 2018 Wer hat Angst vor Virginia Woolf, Edward Albee – Theaterforum Berlin
- 2015 Sur Scene, Mauricio Kagel – Staatsoper Berlin
- 2013 Neue Szenen – Deutsche Oper Berlin
- 2012 Iffland – Theaterdiscounter Berlin
- 2011–2009 Hi Dad!, Monodrama – Gastspiele, bundesweit
- 2010–2008 Feierabend für Eltern, Comedy von Mark Britton – Fliegende Bauten Hamburg
- 2003 Unendlicher Spaß, David Foster Wallace – Theaterdiscounter Berlin
- 2001 Talkshow, Monodrama, Uraufführung – Stükke Theater Berlin
- 2001–1996 Zimmertheater Tübingen
- 1997–1996 Improvisationstheater, Gorilla–Theater Berlin
- 1997–1996 Improvisationstheater, Theatersport Berlin
- 1996 Zweieinhalb Millionen – Mixed Blessing Theater Berlin
- 1996–1995 Theater Vorpommern – Greifswald – Stralsund
- 1994–1992 Städtische Bühnen, Osnabrück
- 1992 Stella – Szene Salzburg – Hebbel-Theater Berlin

## Film, Fernsehen (Auswahl)
- 2020 SOKO Stuttgart (1 Episode)
- 2008 Fluke (Kino)
- 2007, 2002, 2000 In aller Freundschaft (3 Episoden)
- 2006 Drum Bun – Gute Reise (Kino)
- 2003 Der letzte Zeuge (1 Episode)
- 2003 Alarm für Cobra 11 (1 Episode)
- 2003, 2002, 2000, 1999 Doppelter Einsatz (4 Episoden)
- 2000 Fieber – Ärzte für das Leben (1 Episode)
- 2002 Klaras Hochzeit (Olivenbäume) (Fernsehfilm)
- 1998 Drei Tage Angst (Fernsehfilm)

## Hörspiele (Auswahl)
- 1996: Uwe Mengel: Zweieinhalb Millionen (Michael Kaiser, der Bruder des Opfers) – Regie: Uwe Mengel (Hörspielbearbeitung, Collage – SFB/HR/RB)
  - Auszeichnung: Hörspiel des Monats September 1996
- 1998: Johann Jakob Wurster: ByeByeBabylon. Schwäbisches Hörspiel – Regie: Johann Jakob Wurster (Original-Hörspiel, Mundarthörspiel – SWR)
- 1998: Bernd Storz: Heiße Stühle. Schwäbisches Hörspiel – Regie: Karin Fischer (Originalhörspiel, Mundarthörspiel – SWR)

Quelle: ARD-Hörspieldatenbank